# Colin Oates
Colin Stephen Oates (Harold Wood, 7 juni 1983) is een Engels judoka, die Groot-Brittannië tweemaal op rij vertegenwoordigde bij de Olympische Spelen in de klasse tot 66 kilogram: in 2012 (Londen) en 2016 (Rio de Janeiro). In beide gevallen wist hij het podium niet te bereiken. Hij won een zilveren en een bronzen medaille bij de EK judo gedurende zijn carrière. Oates is vijfvoudig Brits kampioen.

## Erelijst

### Europese kampioenschappen
- 2011 – Istanboel, Turkije (– 66 kg)
- 2016 – Kazan, Rusland (– 66 kg)

### Gemenebestspelen
- 2014 – Glasgow, Schotland (– 66 kg)